# المعطي منجب
المعطي منجب (من مواليد 6 مارس 1962 بمدينة بنسليمان) هو أكاديمي ومؤرخ وحقوقي مغربي، يُدرّس التاريخ السياسي المعاصر،  واهتم في أعماله بقضايا حقوق الإنسان والتاريخ السياسي في شمال إفريقيا.

## حياته
وُلد المعطي منجب بمدينة بنسليمان سنة 1962، وتلقّى تعليمه الأولي بها. تابع دراسته الجامعية بكلية الآداب والعلوم الإنسانية في الرباط وثم واصل دراسته العليا في فرنسا. حيث حصل على شهادة الدكتوراه الأولى سنة 1989 في موضوع يتعلق بالشؤون السياسية بمنطقة شمال إفريقيا. كما نال دكتوراه ثانية من السنغال سنة 2005 تناول فيها تاريخ السياسة الإفريقية.

## مسيرته
اشتغل منجب في مجال التعليم الجامعي والبحث التاريخي، ونشر عدداً من الأعمال العلمية التي تناولت التحولات السياسية والاجتماعية في المنطقة المغاربية، إضافة إلى مساهماته في النقاش العام حول حرية التعبير وحقوق الإنسان في المغرب.

## المتابعات القضائية
في سبتمبر 2015، خضع المعطي منجب لإجراء منع من السفر خارج المغرب، على خلفية تحقيقات تتعلق باتهامات وُصفت في وسائل إعلام محلية بـ"المس بأمن الدولة". وقد أصدرت منظمة العفو الدولية بيانًا عبّرت فيه عن قلقها من هذا القرار، واعتبرته جزءًا من ما وصفته بـ"مضايقات قضائية بسبب نشاطه في الدفاع عن حرية التعبير".
دخل منجب في إضراب عن الطعام خلال الفترة من 6 إلى 29 أكتوبر 2015، قبل أن يُرفع قرار المنع.
استمرت الإجراءات القضائية عدة سنوات، حيث مثل أمام المحكمة الابتدائية بالرباط في جلسات متكررة، إلى أن صدر حكم ضده في 28 يناير 2021 يقضي بسجنه لمدة سنة واحدة وتغريمه 15 ألف درهم.
طالبت منظمات دولية مثل منظمة العفو الدولية ومراسلون بلا حدود بإسقاط التهم الموجهة إليه، معتبرة أنها مرتبطة بأنشطته الحقوقية.

## عمله

### مراكز وجمعيات
أسّس المعطي منجب الكثير من المراكز والجمعيات منها:
- مركز ابن رشد للتواصل (2009)
- الجمعية المغربية لصحافة التحقيق
- جمعية الحرية الآن (يترأسها)[9]

### الكتب
كتب المعطي منجب عددا من الكتب منها:
- النظام الملكي المغربي والصراع على السلطة (The Moroccan Monarchy and the Struggle for Power) (باريس: لارماتان، 1992)
- سيرة ذاتية سياسية لمهدي بن بركة (A Political Biography of Mehdi Ben Barka) (باريس: منشورات ميشالون، 1996-2000)
- الإسلاميون في مواجهة العلمانيين في المغرب (Islamists Versus Secularists in Morocco) (أمستردام: آي كي في، 2009)